# Bayonville-sur-Mad
Bayonville-sur-Mad – miejscowość i gmina we Francji, w regionie Grand Est, w departamencie Meurthe i Mozela.
Według danych na rok 1990 gminę zamieszkiwały 324 osoby, a gęstość zaludnienia wynosiła 35 osób/km² (wśród 2335 gmin Lotaryngii Bayonville-sur-Mad plasuje się na 729. miejscu pod względem liczby ludności, natomiast pod względem powierzchni na miejscu 648.).